# Бернд Вундерліх
Бернд Вундерліх (нім. Bernd Wunderlich, нар. 24 лютого 1957, Штральзунд) — східнонімецький футболіст, що грав на позиції нападника, зокрема, за «Форвартс» (Франкфурт) та «Ганзу», а також національну збірну НДР.

## Клубна кар'єра
У дорослому футболі дебютував 1977 року виступами за команду «Поммерн» з рідного Штральзунда, в якій провів п'ять сезонів. 
Своєю грою за цю команду привернув увагу представників тренерського штабу клубу «Форвартс» (Франкфурт-на-Одері), до складу якого приєднався 1982 року і за який відіграв чотири сезони своєї ігрової кар'єри.
1986 року став гравцем «ККВ Грайфсвальд», а за рік приєднався до ростоцької «Ганзи». Протягом 1989–1990 років захищав кольори «Грайфсвальдера», а завершив ігрову кар'єру у рідному місті, де до 1991 року грав за «ТСВ 1860 Штральзунд».

## Виступи за збірну
1984 року провів свою єдину гру за національну збірну НДР, вишовши на поле на заміну наприкінці товариського матчу зі збірною Греції.
| Дата       | Місто | Господарі | Результат | Гості | Турнір           | Голи | Примітки |
| ---------- | ----- | --------- | --------- | ----- | ---------------- | ---- | -------- |
| 15/02/1984 | Афіни | Греція    | 1 – 3     | НДР   | товариський матч | -    | 85'      |
| Усього     |       | Матчів    | 1         |       | Голів            | 0    |          |